# Jaroslava Štambergová
Jaroslava Štambergová (även Slava Bléhová, gift Bléhová), född 11 februari 1899 i České Budějovice, död 11 oktober 1986 i Prag, var en tjeckoslovakisk friidrottare med kortdistanslöpning och diskuskastning som huvudgren. Štambergová blev guldmedaljör vid damolympiaden Olimpiadi della Grazia 1931 och var en pionjär inom damidrott.

## Biografi
Jaroslava Štambergová föddes 1899 i dåvarande Tjeckoslovakien, i ungdomstiden blev hon intresserad av friidrott. Åren 1925–1933 tävlade hon för idrottsklubben SK Slavia Praha i löpning och kastgrenar.
1925 satte Štambergová tjeckoslovakiskt rekord i Löpning 800 meter med 2,56.0 vid tävlingar i Prag och åren 1928 (32,13 meter) – 1931 (36,51 meter) satte hon 4 nationsrekord i diskuskastning, åren 1930 och 1931 var hon även tjeckoslovakisk mästare (mistryně republiky) i diskus.
1931 deltog hon vid damolympiaden Olimpiadi della Grazia i Florens, under idrottsspelen vann hon guldmedalj i diskuskastning med 36,51 meter före tyskan Tilly Fleischer och polskan Helena Berson.
Štambergová gifte sig med idrottaren František Bléha, senare drog hon sig tillbaka från tävlingslivet. Bléhová-Štambergová dog i oktober 1986.